# Giovan Antonio Lovino
Giovan Antonio Lovino est un maître d'armes milanais du XVIe siècle.

## Biographie
Giovan Antonio Lovino n'aurait laissé que peu de traces dans l'histoire s'il n'avait rédigé un traité d'escrime offert au roi de France Henri III. Le règne du dédicataire s'étendant de 1575 à 1589, on obtient donc la date approximative de l'ouvrage (vers 1580), ouvrage qui a été tout d'abord conservé dans le cabinet du Roi.
Lovino y affirme, maigre indication biographique, être milanais et avoir alors vingt-deux ans de pratique ; il peut ainsi être considéré comme un maître confirmé.
Le manuscrit, évidemment unique et magnifiquement enluminé, est conservé actuellement à la Bibliothèque nationale de France sous la cote MSS Italien 959.
Faute de titre explicite donné à ce traité, on le nomme généralement par une phrase extraite, formant le projet de l'auteur : "Prattica e theorica del bene adoperare tutte le sorti di arme" (Pratique et théorie pour le juste emploi de toutes les sortes d'armes).
Le traité de Giovan Antonio Lovino emprunte une forme originale, puisque les différentes techniques sont présentées dans le cadre de soixante-six duels, opposant des personnages de l'Antiquité. On trouve une présentation des différentes armes : épée seule (rapière) ; épée et cape, poignard, ou divers boucliers ; épée longue ; lance. Le traité s'achève par une discussion entre le maître et son mécène, Luigi Arluno, qui a financé l'ouvrage et s'est chargé de l'apporter à Henri III.
Ce traité d'escrime est caractéristique de l'escrime du XVIe siècle, période de transition entre l'escrime médiévale et l'escrime à la rapière du XVIIe siècle.
Le traité de Lovino a été partiellement transcrit par Henri Omont, conservateur au département des Manuscrits de la bibliothèque nationale (Traité d'escrime dédié au roi Henri III, Imprimerie Berthaud frères, 1909). Toutefois si l'intégralité des planches sont présentées en noire et blanc, cette édition ne contient que 15 % du traité original, sans que soit mentionné ce fait. On peut trouver en ligne, depuis 2006, une nouvelle transcription intégrale.